# Timissa
Timissa is een gemeente (commune) in de regio Ségou in Mali. De gemeente telt 27.800 inwoners (2009).